# Dänische Männer-Feldhandballnationalmannschaft
Die dänische Männer-Feldhandballnationalmannschaft vertrat Dänemark bei Länderspielen und internationalen Turnieren.
Der größte Erfolg war die Silbermedaille bei der Weltmeisterschaft 1948.

## Olympische Spiele
Die dänische Handballnationalmannschaft nahm nicht an der einzigen Austragung, in der Feldhandball gespielt wurde, teil.
| Jahr | Austragungsort          | Teilnahme bis…  | Ergebnis        | Medaille        |
| ---- | ----------------------- | --------------- | --------------- | --------------- |
| 1936 | Berlin, Deutsches Reich | keine Teilnahme | keine Teilnahme | keine Teilnahme |

## Weltmeisterschaften
Die dänische Handballnationalmannschaft nahm an fünf der sieben bis 1966 ausgetragenen Feldhandball-Weltmeisterschaften teil.
| Jahr | Gastgeberland   | Teilnahme bis…   | Ergebnis                  | Rang            | Bemerkungen und Besonderheiten |
| ---- | --------------- | ---------------- | ------------------------- | --------------- | ------------------------------ |
| 1938 | Deutsches Reich | Spiel um Platz 8 | Dänemark 9:3 Niederlande  | 8. Platz        |                                |
| 1948 | Frankreich      | Finale           | Schweden 11:4 Dänemark    | Silbermedaille  |                                |
| 1952 | Schweiz         | Spiel um Platz 5 | Niederlande 8:20 Dänemark | 5. Platz        |                                |
| 1955 | BR Deutschland  | Vorrunde         | Dänemark 0. Punkte        | 9.–17. Platz    |                                |
| 1959 | Österreich      | Spiel um Platz 5 | Dänemark 7 : 17 Schweiz   | 6. Platz        | Letztes Spiel der Dänen        |
| 1963 | Schweiz         | keine Teilnahme  | keine Teilnahme           | keine Teilnahme |                                |
| 1966 | Österreich      | keine Teilnahme  | keine Teilnahme           | keine Teilnahme |                                |